# 1609
Évszázadok: 16. század – 17. század – 18. század
Évtizedek: 1550-es évek – 1560-as évek – 1570-es évek – 1580-as évek – 1590-es évek – 1600-as évek – 1610-es évek – 1620-as évek – 1630-as évek – 1640-es évek – 1650-es évek
Évek: 1604 – 1605 – 1606 – 1607 –  1608 – 1609 – 1610 – 1611 – 1612 – 1613 – 1614

## Események

### Határozott dátumú események
- február 7. – II. Cosimo de’ Medici nagyherceg irányítja Toszkánát.
- április 9. – Spanyolország és az Egyesült Németalföldi Tartományok tizenkét évre szóló fegyverszünetet kötnek.[1]
- július 3–9. – Megalakul a német katolikus rendek uniója, a Katolikus Liga.[2]
- július 9. – II. Rudolf felséglevele biztosítja a vallásszabadságot a Cseh Királyságban.[3]
- december 8. – Milánóban megnyitják a Biblioteca Ambrosianát.[4]

### Határozatlan dátumú események
- tavasz - Hugo Grotius publikálta a 'Tengerek Szabadsága' (Mare Liberum) című könyvét Leidenben a szabad tengeri hajózás jogi alapelvéről nemzetközi vizeken.[5]
- nyár – Forgách Zsigmondot nevezik ki felső-magyarországi főkapitánnyá. (A tisztség és a székhelyül szolgáló Kassa átvétele nem ment zökkenőmentesen, mivel Mágóchy Ferenc leváltását sem a rendek, sem a leváltott főkapitány nem fogadta szívesen. 1610 tavaszáig tartott a huzavona, miután végül Forgách bevonulhatott Kassára.)[6]
- az év folyamán – 
  - A pozsonyi országgyűlés Thurzó Györgyöt választja nádorrá.[7]
  - A magyar országgyűlés (az 1609. évi III. törvénycikkben) érvénytelennek minősíti a Bocskai István fejedelem hajdúkra vonatkozó kollektív nemesítéseit, ám ez a meghagyás nem vonatkozik a hajdúk kiváltságaira.[8]

## Születések
- február 21. – Raimondo Montecuccoli, olasz gróf, császári fővezér († 1680)
- október 5. – Paul Fleming német orvos, költő († 1640)

## Halálozások
- február 7. – I. Ferdinánd toszkánai nagyherceg (* 1549)